# Banco Central de Chile
Die Banco Central de Chile ist die Zentralbank von Chile mit Hauptsitz in Santiago de Chile. Sie wurde 1925 gegründet und ist als autonome Institution von verfassungsmäßigem Rang in die aktuelle chilenische Verfassung aufgenommen worden. Zu ihren Hauptzielen zählt die Gewährleistung von Preisstabilität. Die Devisenpolitik wird von einem flexiblen Wechselkurssystem geleitet, obwohl sich die Bank das Recht vorbehält, im Notfall an den Devisenmärkten zu intervenieren, um eine zu starke Auf- oder Abwertung des chilenischen Peso zu verhindern.

## Geschichte
Ab Mitte des 19. Jahrhunderts begannen Privatbanken in Chile zu florieren, was zu wachsenden Bedenken hinsichtlich der Kontrolle der Zahlungsmethoden und der anhaltenden Inflation führte. Zu diesem Zweck beauftragte die Regierung eine Kommission unter der Leitung des Wirtschaftsprofessors Edwin W. Kemmerer von der Princeton University und begründete die Struktur der entstehenden Zentralbank in einem der Kommissionsvorschläge. Im August 1925 wurde die Banco Central de Chile durch das Dekret 486 gegründet, das auch das Monopol der Bank für die Ausgabe von Banknoten im Rahmen eines Goldstandardregimes festlegte. Ein gewisses Maß an Unabhängigkeit zur Vermeidung der zu starken Einflussnahme durch den öffentlichen oder privaten Sektor war in seiner zehnköpfigen Vorstandsstruktur implizit enthalten.
Die Inflation im Land blieb jedoch lange hoch. Darüber hinaus wurde sie durch einen schwachen institutionellen Rahmen der Bank noch verstärkt. Die Inflation konnte erst nach der Einführung der Unabhängigkeit der Bank im verfassungsmäßigen Rahmen im Jahr 1989 kontrolliert werden.

## Struktur
Die Banco Central de Chile wird von einem Vorstand geleitet, der sich aus fünf Mitgliedern zusammensetzt, die vom Präsidenten ernannt und vom Senat bestätigt werden müssen. Jede Amtszeit ist zehn Jahre lang und die Mitglieder werden alle zwei Jahre gestaffelt ausgewählt. Der Präsident ernennt den Gouverneur des Verwaltungsrates (und der Bank) aus den Reihen der bestehenden Mitglieder für mindestens einen Zeitraum zwischen der verbleibenden Amtszeit des gewählten Mitglieds und fünf Jahren. Damit der Vorstand arbeiten kann, müssen mindestens drei Mitglieder anwesend sein, und die Maßnahmen werden mit Unterstützung der Mehrheit der anwesenden Mitglieder getroffen. Der Finanzminister nimmt auch an Vorstandssitzungen mit Rederecht teil und kann, sofern kein vollständiger Konsens unter den Vorstandsmitgliedern besteht, die Beschlüsse des Vorstands für 15 Tage aussetzen.